# The Runner (álbum)
The Runner es el primer álbum de estudio del cantante canadiense Tim Ryan, publicado el 1 de febrero de 1974 por el sello discográfico Good Noise Records.

## Lista de canciones
Todas las canciones escritas y compuestas por Tim Ryan, excepto donde esta anotado. 
| Lado uno |                             |          |  |
| N.º      | Título                      | Duración |  |
| 1.       | «Sold Out» (Robert Yeomans) | 3:28     |  |
| 2.       | «Do It Right»               | 4:04     |  |
| 3.       | «The Runner»                | 2:40     |  |
| 4.       | «D.U.G.» (Yeomans)          | 2:33     |  |
| 5.       | «In the Night» (Yeomans)    | 2:16     |  |

| Lado dos |                        |          |  |
| N.º      | Título                 | Duración |  |
| 1.       | «Sweet Lemons»         | 3:26     |  |
| 2.       | «Night Ride» (Yeomans) | 3:12     |  |
| 3.       | «By Northwest»         | 3:00     |  |
| 4.       | «Sweet December»       | 4:00     |  |
| 5.       | «Great Northern Road»  | 2:43     |  |

## Créditos y personal
Créditos adaptados desde las notas de álbum de The Runner.
Músicos
- Don Habib – bajo eléctrico
- Jeff Layton – dobro, guitarra, banjo
- John Lissauer – teclados, instrumento de viento-madera, sintetizador
- Tom Malone – bajo eléctrico, instrumento de viento metal
- Tim Ryan – guitarra, voz principal
- Richard Steinberg – batería
- Robert Yeomans – guitarra, coros
- Randy Bishop – coros adicionales
- Erin Dickens – coros adicionales
- Laurel Massé – coros adicionales
- Bob Segarini – coros adicionales

Personal técnico
- Frazier Mohawk – productor
- André Perry – productor
- Nick Blagona – ingeniero de audio, mezclas
- Serge Beauchemin – fotografía

## Historial de lanzamientos
| Región         | Fecha                | Formato | Discográfica | Ref.  |
| -------------- | -------------------- | ------- | ------------ | ----- |
| Canadá         | 1 de febrero de 1974 | LP      | Good Noise   | [ 1 ] |
| Estados Unidos | 7 de marzo de 1974   | LP      | Good Noise   | [ 3 ] |